# سیستم های چهار فاز
سیستم های چهارفاز شرکتی کامپیوتری، تاسیس شده توسط لی بویزل در فوریه سال 1969 بود که از نظر تجاری موفقیت قابل قبولی را کسب کرد. این شرکت جزو اولین شرکت هایی بود که با استفاده از حافظه اصلی نیمه رسانا و تراشه های MOS LSI کامپیوتر ساخت. این شرکت در سال 1981 توسط موتورولا خریداری شد.

## تاریخچه
ایده سیستم‌های چهار فاز در سال 1967 درحالی به وجود آمد که بویزل مشغول طراحی اجزای MOS را در Fairchild Semiconductor بود. بویزل مقاله ای نوشت و در آن توضیح داد چگونه می‌توان یک کامپیوتر را از تعداد کمی تراشه های MOS ساخت. فیرچایلد بویزل را رئیس یک گروه طراحی MOS کرد که در آن قطعات مورد نیاز کامپیوتر فرضی خود را طراحی می کرد. پس از انجام این کار، بویزل در اکتبر 1968 گروه را ترک کرد و با همراهی دو مهندس و دیگر افراد از گروه فیرچایلد سیستم های چهار فاز را شروع کرد. احتمالا به دلیل هرج و مرج ناشی از تغییر مدیریت فیرچایلد در آن زمان ، فیرچایلد از بویزل شکایت نکرد. هنگامی که شرکت در فوریه 1969 تأسیس شد، مهندسان دیگری از گروه فیرچایلد مانند رابرت نویس ، یکی از مؤسس‌های اینتل و فیرچالد به او پیوستند.
بویزل ترتیبی داد که تراشه‌ها توسط Cartesian، یک شرکت پردازش ویفر که توسط مهندس دیگری از فیرچایلد تأسیس شده بود، ساخته شود.  شرکت سیستم خود را در کنفرانس مشترک کامپیوتر در پاییز سال 1970 نشان داد. تا ژوئن سال 1971، چهار مشتری كامپيوترهاي چهار فاز IV/70 را استفاده می کردند و تا مارس سال 1973، شرکت 347 سيستم را به 131 مشتري ارسال كرد.  این شرکت موفقیت قابل توجی به دست آورد و تا سال 1979 درامدی بالغ بر 178میلیون دلار به کسب کرد.
در سال 1982 سیستم های چهار فاز به قیمت 253میلیون دلار در بورس به موتورولا فروخته شد. محل سابق این شرکت در بلوار ان د انزا بود که در حال حاضر محوطه حلقه بی نهایت اپل است.

## سیستم
CPU چهار فاز از کلمه های 24 بیتی استفاده می کرد و روی یک کارت قرار می گرفت که از سه تراشه AL1، سه تراشه حافظه فقط خواندنی (ROM) و سه تراشه منطقی تصادفی تشکیل شده بود. یک کارت حافظه از تراشه های 1کیلوبایتی رم چهارفاز استفاده می کرد.  کنترلر ویدیو ساخته شده داخل سیستم می توانست حداکثر 32 ترمینال از یک بافر کاراکتر در حافظه اصلی را انتقال دهد.
AL1 یک بیت برش 8 بیتی، شامل هشت ثبات و یک واحد محاسبه و منطق (ALU) بود که با استفاده از منطق چهار فاز و بیش از هزار دروازه با اندازه 130 در 120 میل (3.3 میلی متر در 3 میلی متر) پیاده سازی شد. این تراشه آوریل 1970 در مجله طراحی کامپیوتر شرح داده شد.   اگرچه AL1 یک ریزپردازنده به حساب نمی آمد و با این عنوان استفاده نمیشد، اما بعداً در دهه 1990 به علت ادعای ثبت اختراع ریزپردازنده توسط تگزاس اینسترومنتز و دعوی قضایی مرتبط با آن، AL1 یک ریزپردازنده نامیده شد. در پاسخ، لی بویزل سیستمی را مونتاژ کرد که در آن یک AL1 هشت بیتی به عنوان بخشی از یک سیستم کامپیوتری شامل ROM، RAM و یک دستگاه ورودی-خروجی در دادگاه نمایش داده شد.   AL1 به عنوان اولین ریزپردازنده شناخته می شود که در یک محصول تجاری استفاده شد (در مقایسه با Intel 4004 ، اولین ریزپردازنده تجاری موجود). 